# Schweizerische Heraldik

Der Tellenhut über dem Wappen Aargaus

Die schweizerische Heraldik ist geprägt durch den Einfluss des Wappenwesens der Nachbarstaaten des Landes. Die meisten Schweizer Wappen sind klar und einfach. Die selbst angenommenen Wappen im persönlichen, im kantonalen und im kommunalen Bereich überwiegen die Zahl der durch fremde Fürsten im Laufe der wechselvollen Geschichte verliehenen Wappen. Schlichte Heroldsbilder neben Bildmotiven aus den menschlichen Lebens- und Tätigkeitsbereichen zeichnen diese Heraldik aus. Die frühesten Zunftwappen entstanden in der Schweiz. 
Um etwa 1800 trat an Stelle des Helmes – analog zur französischen Jakobinermütze – der Tellenhut, ein nationales Freiheitssymbol der Schweiz. Man sagt den Schweizern eine gewisse Wappenfreude nach, heute noch zeigen viele Bauernhöfe und Bürgerhäuser in den Städten persönliche oder Geschlechterwappen.